# بوینگ (شبکه تلویزیونی)
بوینگ به انگلیسی:(Boing) یک نام تجاری است که توسط گروه جهانی سرگرمی کودکان و نوجوانان، بزرگسالان و وارنر متعلق به وارنر مدیا برای مجموعه ای از شبکه‌های تلویزیونی در خارج از ایالات متحده است که برنامه‌های ان مخصوص کودکان و نوجوانان پخش می‌شود.